# Order Republiki Federalnej
Order Republiki Federalnej (ang. Order of the Federal Republic) – najwyższe odznaczenie państwowe Republiki Federalnej Nigerii ustanowione w 1964, nadawane za wybitne zasługi cywilne lub wojskowe.

## Historia i zasady nadawania
Order Republiki Federalnej wraz z Orderem Nigru został utworzony w 1964 – podczas istnienia Pierwszej Republiki – na mocy Aktu nr 5 o ustanowieniu odznaczeń państwowych (ang. The National Honors Act No. 5). Odznaczenie jest nadawane w dwóch klasach – cywilnej i wojskowej – za „wybitne zasługi dla narodu” zarówno obywatelom Nigerii, jak i cudzoziemcom, w wypadku których ma ono charakter honorowy. Order przyznaje urzędujący prezydent kraju wskutek własnego postanowienia lub na wniosek Komitetu Narodowego ds. Odznaczeń i Nagród Państwowych (ang. The National Committee for National Honours and Awards).
Pierwszymi obywatelami Nigerii odznaczonymi Wielką Komandorią Orderu Republiki Federalnej zostali dr Nnamdi Azikiwe (pierwszy prezydent kraju) oraz gen. Olusẹgun Ọbasanjọ. Nadania dokonał prezydent Shehu Shagari 23 września 1981.
Od połowy lat 80. do końca lat 90. nadawanie Nigeryjczykom Orderu Republiki Federalnej i Orderu Nigru zostało wstrzymane. Toczyły się także dyskusje kwestionujące szereg przeszłych decyzji o ich przyznaniu. Jednakże w 1998 przewodniczący Tymczasowej Rady Rządzącej, gen. Abdulsalami Abubakar wznowił ich nadawanie, a w styczniu 1999 ogłoszono listę 755 obywateli Nigerii przedstawionych do odznaczenia obu orderami. Wielką Komandorię Orderu Republiki Federalnej otrzymali wówczas wszyscy dotychczasowi prezydenci i szefowie państwa (z wyjątkiem gen. Saniego Abachy).

## Stopnie orderu
Order Republiki Federalnej dzieli się na cztery klasy:
- Wielki Komandor (Grand Commander) – do 2. nadań rocznie
- Komandor (Commander) – do 20. nadań rocznie
- Oficer (Officer) – do 50. nadań rocznie
- Członek (Member) – do 100. nadań rocznie

Odznaczonym przysługuje prawo do umieszczania po nazwisku odpowiednich do klasy inicjałów orderu: „GCFR”, „CFR”, „OFR” i „MFR”.

### Medal Orderu Republiki Federalnej
Najniższym stopniem odznaczenia jest dwuklasowy (srebrny i brązowy) Medal Orderu Republiki Federalnej. Odznaczani nim są niskiej rangi funkcjonariusze państwowi oraz inni obywatele Nigerii, których dokonania nie spełniają wymogów do nadania orderu wyższego stopnia.

## Insygnia
Odznakę orderu stanowi gwiazda o dziesięciu promieniach emaliowanych naprzemiennie na biało i zielono. Na środku awersu gwiazdy umieszczony jest okrągły i w zależności od stopnia orderu – złoty (GCFR, CFR, OFR) i srebrny (MFR) medalion z wygrawerowanym herbem Nigerii. Pierwotnie medalion otaczał zielonoemaliowany pierścień z napisem: „Order of the Federal Republic • Nigeria”. Po modyfikacji odznaczeń inskrypcję zmieniono, zastępując nazwę kraju, stopniem orderu wraz z jego skrótem (np. „Member Order of the Federal Republic • MFR”).
Wielka gwiazda wielkiej komandorii orderu jest złota i składa się z dziesięciu wiązek promieni, na które nałożona jest odznaka orderu.
Natomiast odznaka medalu jest okrągła i stosownie do stopnia – wykonana ze srebra lub brązu. Na awersie znajduje się grawerunek dziesięciopromiennej gwiazdy z medalionem i napisem o takim samym wzornictwie, jakie występuje na odznace wyższych klas orderu. Rewers odznaki jest pozbawiony wszelkich sygnatur.
Wstążki orderu są koloru zielonego z szerokimi, białymi bordiurami. Wstążki klasy wojskowej orderu wyróżnia – usytuowany centralnie – wąski, pionowy, czerwony pasek. Wstążki medalu klasy cywilnej mają dodatkowy, umieszczony centralnie, biały pasek, przez środek którego w klasie wojskowej biegnie wspomniany pasek czerwony.
| medal cywilny | medal wojskowy |